# 理查德·怀特 (历史学家)
理查德·怀特（英語：Richard White，1947年5月28日—）是一位美国历史学家，斯坦福大学教授，主要研究美国镀金时代、铁路、资本主义和环境史。怀特在1992年和2012年两次获得弗朗西斯·帕克曼奖，1995年获得麦克阿瑟奖，2016年成为美國哲學會会士。主要作品有《中间地带：大湖区的印第安人、帝国和共和国：1650-1815年》（The Middle Ground: Indians, Empires, and Republics in the Great Lakes Region, 1650-1815）、《共和国代表的：重建与镀金时代的美国, 1865-1896年》（The Republic for Which It Stands: The United States during Reconstruction and the Gilded Age, 1865–1896）等。